# Fotella olivioides
Fotella olivioides är en fjärilsart som beskrevs av Barnes och Benjamin 1925. Fotella olivioides ingår i släktet Fotella och familjen nattflyn. Inga underarter finns listade i Catalogue of Life.